# Classica di San Sebastián 2005
La Classica di San Sebastián 2005, venticinquesima edizione della corsa e valevole come ventesima prova del circuito UCI ProTour, si svolse il 13 agosto 2005 ed affrontò un percorso totale di 227 km. Fu vinta dallo spagnolo Constantino Zaballa che terminò la gara in 5h24'18".

## Percorso
Il percorso prevedeva diverse ascese. Dopo 19 chilometri, la prima era l'Alto de Orio, seguito dopo soli 10 km dall'Alto de Garate. A questo seguivano due ascese di uguale difficoltà, l'Alto de Azkarate (59,3 km) e l'Alto de Udana (101,5 km), che precedevano la salita più difficile del percorso, lo Jaizkibel, poco prima dei 200 km. A soli 14 km dal traguardo l'ultima ascesa era l'Alto de Gurutze (213,5 km), buon trampolino di lancio per la vittoria finale. I traguardi intermedi per le mete volanti erano a Zarautz (22 km), Azpeitia (50 km), Tolosa (143 km), Irún-Letxunborro (208,2 km) e Oiartzun (215,5 km).

## Squadre e corridori partecipanti
Presero parte alla prova le venti squadre con licenza UCI ProTeam. Ammesse tramite l'assegnazione di wild-card furono Comunidad Valenciana-Elche, Relax-Fuenlabrada, Kaiku e Team Barloworld-Valsir.
| N.      | Cod. | Squadra                          |
| ------- | ---- | -------------------------------- |
| 1-7     | PHO  | Phonak Hearing Systems           |
| 11-18   | RAB  | Rabobank                         |
| 21-28   | CSC  | Team CSC                         |
| 31-38   | DVL  | Davitamon-Lotto                  |
| 41-48   | SDV  | Saunier Duval-Prodir             |
| 51-58   | C.A  | Crédit Agricole                  |
| 61-68   | LSW  | Liberty Seguros-Würth            |
| 71-78   | FAS  | Fassa Bortolo                    |
| 81-88   | DSC  | Discovery Channel Team           |
| 91-98   | TMO  | T-Mobile Team                    |
| 101-108 | GST  | Gerolsteiner                     |
| 111-118 | COF  | Cofidis, le Crédit par Téléphone |

| N.      | Cod. | Squadra                        |
| ------- | ---- | ------------------------------ |
| 121-128 | IBA  | Illes Balears-Caisse d'Epargne |
| 131-138 | LIQ  | Liquigas-Bianchi               |
| 141-148 | QST  | Quick Step-Innergetic          |
| 151-158 | LAM  | Lampre-Caffita                 |
| 161-168 | BTL  | Bouygues Télécom               |
| 171-178 | FDJ  | Française des Jeux             |
| 181-188 | SDM  | Domina Vacanze                 |
| 191-198 | EUS  | Euskaltel-Euskadi              |
| 201-208 | ECV  | Comunidad Valenciana-Elche     |
| 211-218 | REF  | Relax-Fuenlabrada              |
| 221-228 | KAI  | Kaiku                          |
| 231-238 | TBL  | Team Barloworld-Valsir         |

## Resoconto degli eventi
La prima fuga seria della giornata si staccò dal gruppo sull'Alto de Garate (km 29), con Christophe Moreau (Crédit Agricole), Michael Barry (Discovery), Patxi Vila (Lampre), Rubén Lobato (Saunier Duval), Mauro Facci (Fassa Bortolo), Roberto Laiseka (Euskaltel), Matthias Kessler (T-Mobile) e Antonio Tauler (Illes Balears). Sull'Alto de Azkarate, affrontato dopo 59 km dal via, il piccolo gruppo dei fuggitivi aveva un vantaggio di 4'30", che incrementò dopo 90 km a 6'05", quando il gruppo iniziò a lavorare per raggiungerli.
Il lavoro di Phonak, Gerolsteiner, Barloworld e Quick Step portò il gruppo a 3'35 secondi dai battistrada a 70 km dal traguardo, mentre ai piedi dello Jaizkibel a 39 km scese a meno di 30 secondi. Moreau e Vila furono gli ultimi del gruppo di testa ad essere raggiunti, poi fu Carlos Sastre (CSC) a scattare, prima che Denis Men'šov (Rabobank) lanciasse un attacco deciso. Lo spagnolo venne ben presto raggiunto da Joaquim Rodríguez (Saunier), Haimar Zubeldia (Euskaltel), Davide Rebellin, Levi Leipheimer (Gerolsteiner), Cadel Evans (Davitamon-Lotto), Stefano Garzelli (Liquigas) e Luis Pérez Rodríguez (Cofidis), con un altro gruppo guidato da Paco Mancebo staccato di 25 secondi. Men'šov fu raggiunto sulla cima dello Jaizkibel, a 31 km dal traguardo, e si formò un gruppo di dieci corridori.
Questi furono raggiunti dal gruppo di Mancebo, formando così un gruppo di trenta. Al passaggio da Hondarribia, Chris Horner attaccò da solo, venendo poi raggiunto da Leipheimer, Solari (Domina Vacanze) e Zandio (Illes Balears) a 17 km dal traguardo. Sull'ultima ascesa di giornata, l'Alto de Gurutze, Rebellin ritornò sui tre fuggitivi con la maggior parte del gruppo principale e, dopo la discesa, un gruppo di sette corridori lanciò l'attacco decisivo. Garzelli, con Haimar Zubeldia (Euskaltel), Constantino Zaballa, Joaquim Rodríguez (Saunier), Jon Bru (Kaiku), David Moncoutié (Cofidis) e Eddy Mazzoleni (Lampre), guadagnarono rapidamente venti secondi sul gruppo di Men'šov.
A meno di 3 km dal traguardo, attaccò Tino Zaballa ottenendo un distacco tale da consentirgli di vincere la corsa con 31 secondi sul gruppetto degli altri fuggitivi.

## Ordine d'arrivo (Top 10)
| Pos. | Corridore            | Squadra       | Tempo    |
| ---- | -------------------- | ------------- | -------- |
| 1    | Constantino Zaballa  | Saunier Duval | 5h24'18" |
| 2    | Joaquim Rodríguez    | Saunier Duval | a 31"    |
| 3    | Eddy Mazzoleni       | Lampre        | s.t.     |
| 4    | Stefano Garzelli     | Liquigas      | s.t.     |
| 5    | Jon Bru              | Kaiku         | s.t.     |
| 6    | David Moncoutié      | Cofidis       | s.t.     |
| 7    | Haimar Zubeldia      | Euskaltel     | s.t.     |
| 8    | Unai Yus             | Bouygues Tél. | a 40"    |
| 9    | Leonardo Bertagnolli | Cofidis       | s.t.     |
| 10   | Samuel Sánchez       | Euskaltel     | a 43"    |

## Punteggi UCI
| Pos. | Corridore            | Squadra       | Punti |
| ---- | -------------------- | ------------- | ----- |
| 1    | Constantino Zaballa  | Saunier Duval | 40    |
| 2    | Joaquim Rodríguez    | Saunier Duval | 30    |
| 3    | Eddy Mazzoleni       | Lampre        | 25    |
| 4    | Stefano Garzelli     | Liquigas      | 20    |
| 5    | David Moncoutié      | Cofidis       | 11    |
| 6    | Haimar Zubeldia      | Euskaltel     | 7     |
| 7    | Unai Yus             | Bouygues Tél. | 5     |
| 8    | Leonardo Bertagnolli | Cofidis       | 3     |
| 9    | Samuel Sánchez       | Euskaltel     | 1     |

| Pos. | Squadra                            | Punti |
| ---- | ---------------------------------- | ----- |
| 1    | Saunier Duval-Prodir               | 20    |
| 2    | Cofidis, le Crédit par Téléphone   | 19    |
| 3    | Euskaltel-Euskadi                  | 18    |
| 4    | Lampre-Caffita                     | 17    |
| 5    | Domina Vacanze                     | 16    |
| 6    | Gerolsteiner                       | 15    |
| 7    | Illes Balears-Caisse d'Epargne     | 14    |
| 8    | Bouygues Télécom                   | 12    |
| 9    | Davitamon-Lotto                    | 11    |
| 10   | Liquigas-Bianchi                   | 10    |
| 11   | Liberty Seguros-Würth Team         | 9     |
| 12   | Rabobank                           | 8     |
| 13   | Team CSC                           | 7     |
| 14   | Discovery Channel Pro Cycling Team | 6     |
| 15   | Crédit Agricole                    | 5     |
| 16   | T-Mobile Team                      | 2     |
| 17   | Quick Step                         | 1     |